# Partido Comunista de Madri
O Partido Comunista de Madri (PCM) ou Partido Comunista de Madrid (PCM) é a divisão do Partido Comunista de Espanha na Comunidade de Madri.
Seu secretário geral é Juan Ramón Sanz.
O referente juvenil do PCM é a organização de Madri da União de Jovens Comunistas da Espanha (UJCE), cujo secretário político é Raúl Martínez.